# Ursicino (generale romano)
Ursicino (latino: Ursicinus; fl. 349-359) è stato un generale romano, magister equitum ("comandante in capo della cavalleria") dell'impero tra il 349 e il 359.

## Biografia

### Sotto Costanzo Gallo Cesare

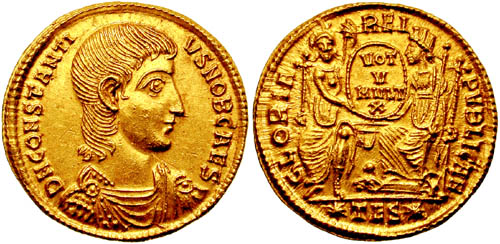
Costanzo Gallo Cesare. Ursicino spense nel sangue una rivolta degli Ebrei contro Gallo, all'inizio del suo governo sulle province orientali

Nel 351 o nel 352, all'inizio del governo di Costanzo Gallo Cesare sulle province orientali (351-354), scoppiò una insurrezione degli Ebrei: la rivolta fu spenta nel sangue da Ursicino, che uccise migliaia di ribelli (anche quelli inabili alle armi) e distrusse le città di Diocesarea, Tiberiade e Diospoli.
Nel 353, il protector domesticus Ammiano Marcellino fu aggregato al comando di Ursicino, presso il suo quartier generale a Nisibis: Ammiano, con la sua opera storica Res Gestae, è la fonte primaria e diretta delle azioni del generale romano: la sua stima nei confronti del suo generale ne fa però una fonte parziale e favorevole.
Nello stesso anno Ursicino fu richiamato da Nisibis ad Antiochia da Gallo per prendere parte ad una indagine per sospetto tradimento. Secondo la versione di Ammiano, Ursicino aveva paura del temperamento sanguinario del cesare, e si mantenne in contatto diretto con l'imperatore Costanzo II. Ad Antiochia Ursicino si occupò degli interrogatorii di due funzionari, accusati di aver partecipato ad un tentativo di colpo di Stato, Epigono ed Eusebio: entrambi vennero torturati a morte, anche se Ammiano Marcellino riferisce che l'ordine venne dato direttamente da Gallo e da sua moglie Costantina.
La caduta del cesare coinvolse anche Ursicino. Avvenne infatti che alcuni funzionari di corte di Costanzo, in particolare il praepositus cubiculi, Eusebio, e il magister equitum di Costanzo, Flavio Arbizione, decisero di far cadere Gallo per proprio tornaconto personale. Suggerirono a Costanzo che Ursicino, il migliore generale a disposizione di Gallo, avesse in realtà incitato Gallo, tramite degli agenti, allo scopo di aumentarne l'impopolarità presso il popolo (il governo di Gallo era stato infatti tirannico e odiato) e far scoppiare una rivolta, che si sarebbe poi conclusa con l'elevazione al trono del figlio di Ursicino. Allora Costanzo convocò Ursicino a Milano: a Gallo fu detto che il magister equitum era necessario nell'elaborazione della imminente campagna orientale contro i Sasanidi.
A Milano Ursicino rimase nella corte, con i consiglieri di Costanzo che cercavano di convincerlo di mettere a morte il generale: Costanzo giunse a dare l'ordine di prendere nottetempo Ursicino, portarlo lontano dalla vista delle truppe e metterlo a morte, ma poi cambiò idea e preferì rinviare l'esecuzione.

### Sotto Costanzo II Augusto

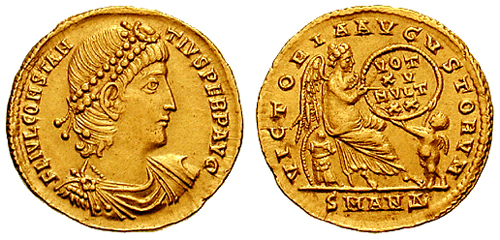
Costanzo II Augusto, raffigurato su di una moneta contemporanea. Ursicino debellò l'usurpatore Claudio Silvano, che si era ribellato contro Costanzo in Gallia

Quando, nel 355, il magister militum Claudio Silvano si ribellò all'imperatore Costanzo II in Gallia, Ursicino venne inviato da lui per consegnargli una lettera di richiamo di Costanzo, in cui non si faceva parola della usurpazione, e per prenderne il posto. Essendo Ursicino stesso in contrasto con i collaboratori di Costanzo, Silvano si fidò del generale e, ricevuta da questi la lettera di convocazione di Costanzo, si considerò salvo. Ursicino, però, corruppe alcuni uomini di Silvano, i quali uccisero la sua guardia e, traendolo fuori dalla chiesa in cui stava pregando, lo scannarono. È stata avanzata l'ipotesi che Ammiano, fonte della storia sulla usurpazione di Claudio Silvano, abbia inventato la storia del colpo di Stato per giustificare l'assassinio di Silvano da parte di Ursicino, patrono dello storico. Secondo questa teoria, Ursicino avrebbe assassinato il collega a seguito di un avvicendamento burrascoso. La tesi di un colpo di Stato inventato, però, è rigettata dalla maggioranza degli studiosi.
Per un anno, il 356, Ursicino (e Ammiano Marcellino) rimase in Gallia, a contatto con Giuliano, il fratello di Gallo divenuto anch'egli cesare; l'anno successivo gli viene affidato il comando in oriente.
Costanzo II, successivamente, frastornato dalle calunnie dei suoi cortigiani, stoltamente gli tolse il comando per affidarlo a Sabiniano, gradito agli Eunuchi. La situazione precipitò rapidamente. Amida fu posta sotto assedio sotto gli occhi di Ammiano Marcellino. Ursicino, che era alla difesa della città chiese più volte aiuto a Sabiniano, che glielo rifiutò, decretando la presa della città.
La caduta di Amida, fortificata da Costanzo II in persona doveva avere un responsabile: incredibilmente venne imputata ad Ursicino, che venne perciò definitivamente allontanato dall'esercito, anche se gli fu risparmiata la vita.

### Destituzione
Quando la fortezza romana di Amida (Diyarbakır, Turchia) cadde in mani sasanidi nel 359, Ursicino fu incolpato dell'accaduto e destituito.

### Fonti primarie
- Ammiano Marcellino, Res Gestae

### Fonti secondarie
- Banchich, Thomas M., "Gallus Caesar (15 March 351 - 354 A.D.)", De Imperatoribus Romanis (1997), su roman-emperors.org.
- Barnes, T. D., Ammianus Marcellinus and the Representation of Historical Reality, Ithaca e Londra, 1998, p. 63.
- Hunt, David, "The Outsider Inside: Ammianus on the Rebellion of Silvanus", in Drijvers, Jan Willem, e David Hunt ed., The Late Roman World and its Historian, Londra, 1999.
- Matthews, J., The Roman Empire of Ammianus, Londra, 1989, p. 34.
- Syme, Ronald, Ammianus and the Historia Augusta, Oxford, 1968.
- Thompson, E.A., The Historical Work of Ammianus Marcellinus Groningen, 1969, p. 3.
- Trombley, F., "Ammianus Marcellinus and fourth-century warfare: a protector's approach to historical narrative", in Drijvers, Jan Willem, e David Hunt ed., The Late Roman World and its Historian, Londra, 1999, p. 20
- Wallace-Hadrill, A., Ammianus Marcellinus. The Later Roman Empire (AD 354-378), Harmondsworth, 1986, p. 486.